# Shoshone National Forest

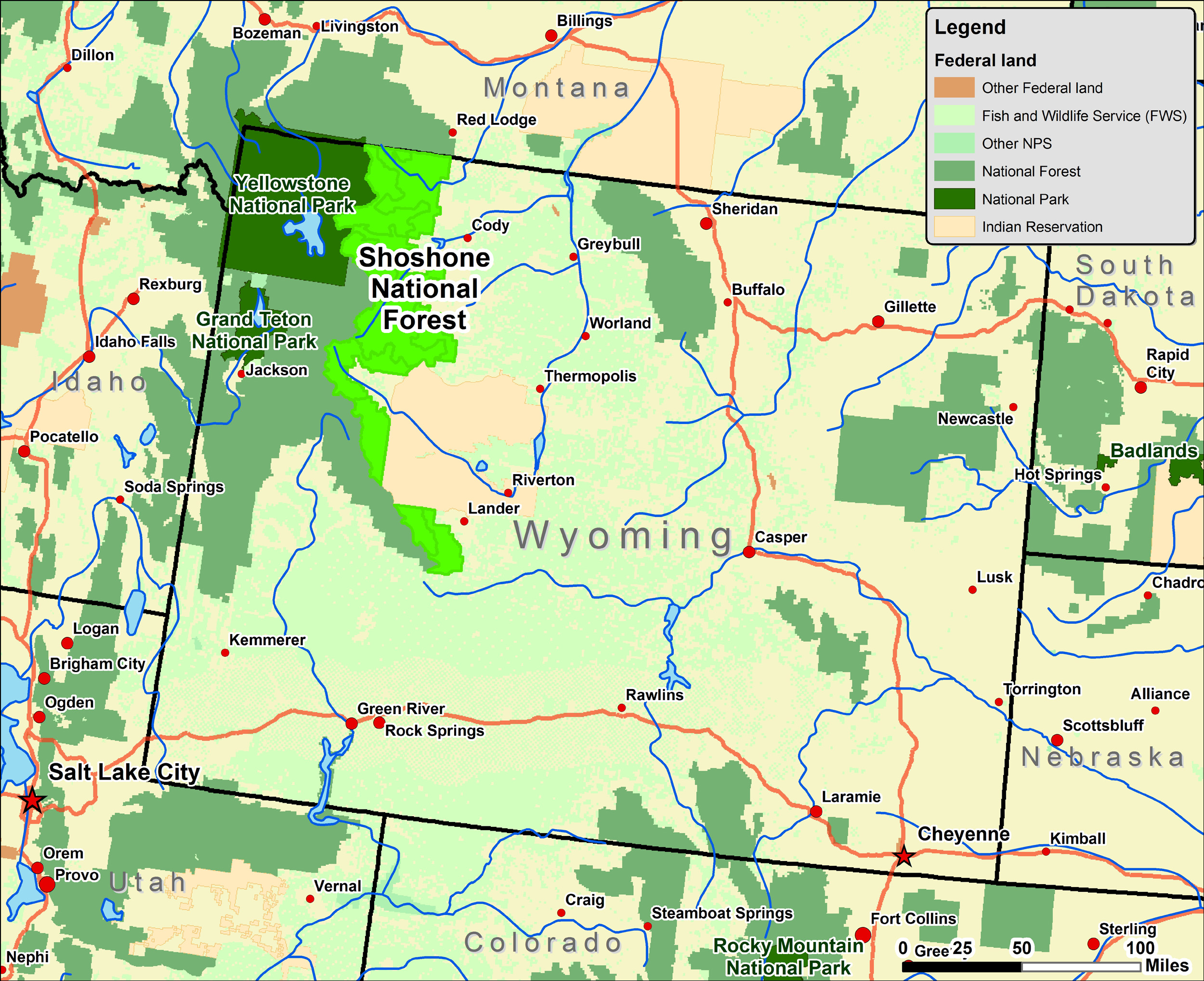
Shoshone National Forest, Lagekarte

Der Shoshone National Forest ist einer der ältesten Nationalforste der Vereinigten Staaten und bedeckt eine Fläche von ungefähr 10.000 km² im Bundesstaat Wyoming. Als Verwaltungseinheit des Waldbesitzes der Bundesregierung dient der Nationalforst vorrangig der wirtschaftlichen Nutzung, die Forstwirtschaft, Weidenutzung und die Erschließung von Rohstoffen umfasst. Das Waldgebiet gehörte ursprünglich zum Yellowstone-Timberland-Reservat, das 1891 durch ein von Präsident Benjamin Harrison unterzeichnetes Gesetz eingerichtet wurde. Im Nationalforst befinden sich heute auch vier Wilderness Areas, die mehr als die Hälfte des Gebiets als Wildnis vor jedem menschlichen Eingriff schützen. Die einzigartige Vielfalt an Ökosystemen des Shoshone National Forest reicht von Wüsten-Beifuß-Ebenen über dichte Tannen- und Fichtenwälder bis zu zerklüfteten Berggipfeln.
Das Waldgebiet umfasst Teile der drei größeren Gebirgsketten Absaroka Range, Beartooth Mountains und Wind River Range. Die westliche Grenze wird vom Yellowstone-Nationalpark gebildet. Südlich von Yellowstone teilt die Kontinentale Wasserscheide den Forst vom westlich benachbarten Bridger-Teton National Forest. An der Ostgrenze liegen Privatgrundstücke, vom Bureau of Land Management verwaltetes Land und die Wind River Indian Reservation der Shoshone und Arapaho-Indianer. Die Grenze zum Norden bildet der Custer National Forest entlang der Grenze zu Montana. Südlich des Shoshone National Forest verläuft der Oregon Trail mit dem South Pass, den die Einwanderer im 19. Jahrhundert nutzten, um die schroffe Landschaft zu passieren. Der Nationalforst ist Teil des Größeren Yellowstone-Ökosystems, das als zusammenhängender Naturraum eine Fläche von schätzungsweise 81.000 km² besitzt.

## Geographie

### Geologie

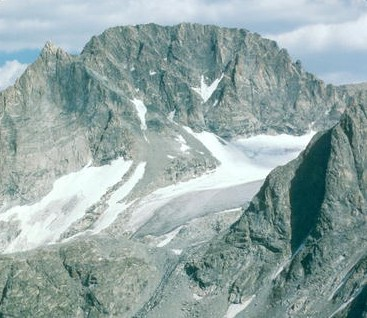
Gannett Peak ist der höchste Berg in Wyoming und im Nationalforst

Die Höhe des Nationalforsts reicht von 1400 m bei Cody bis 4207 m auf der Spitze des Gannett Peak, ein Höhenunterschied von über 2800 m. Die drei im Nationalforst vorkommenden Hauptgebirgszüge unterscheiden sich geologisch voneinander. Alle Gebirgszüge sind Teil der Rocky Mountains und befinden sich im Übergang zwischen dem Zentral- und dem Nordteil der Rockies. Die Absaroka Mountains wurden nach den Absarokee-Indianern benannt, obwohl diese nur den äußersten Nordteil des Gebirgszuges besiedelt haben. Der Hauptteil der Absaroka Mountains befindet sich innerhalb des Nationalforstes, mit dem Francs Peak als höchsten Gipfel auf einer Höhe von 4009 m. Der Gebirgszug erstreckt sich in Nord-Süd-Richtung durch die nördlichen und östlichen Teile des Nationalforsts und überspannt von der Montana-Grenze bis nach Dubois eine Länge von 100 km.
Zu den wichtigen Gebirgspässen durch die Absarokas gehört der Sylvan Pass, der zum östlichen Eingang des Yellowstone-Nationalparks führt, und der Togwotee Pass, der Zugang zum Jackson Hole und zum Grand-Teton-Nationalpark bietet. Der Union Pass gehört zu den traditionellen indianischen Verkehrswegen der Region an der Westgrenze des Nationalforsts zum angrenzenden Bridger-Teton National Forest. Die Gipfel der Absaroka sind basaltischen Ursprungs und wurden als Folge von vulkanischen Aktivitäten gebildet, die vor rund fünfzig Millionen Jahren während des Eozäns stattfanden. Das Felsgestein ist relativ dunkel und besteht aus Rhyolith, Andesit und Brekzien. An Rohstoffen gibt es einige Vorkommen an porphyrischen Kupferlagerstätten, die auch Silber und etwas Gold bergen, aber nur eine geringe wirtschaftliche Bedeutung aufweisen. Aufgrund von erosionsbedingten Einflüssen durch Gletscher und Wasser und einer relativen Weichheit der Felsen haben die Absarokas eine ziemlich zerklüftete Erscheinung.

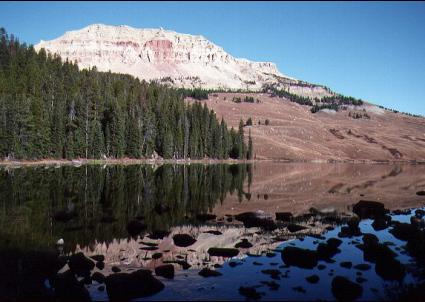
Beartooth-See im Shoshone National Forest

Die Beartooth Mountains im nördlichsten Teil des Forstes wurden aus instrusiven Magmatiten und Metamorphiten gebildet. Mit einem Alter von 3,96 Milliarden Jahren gehören einige der präkambrischen Gesteine zu den ältesten auf der Erde. Obwohl das Gebirge oft als Teil der Absarokas angesehen wird, ist es vom Erscheinungsbild und der geologischen Geschichte her betrachtet verschieden. Die Beartooth Mountains erhoben sich vor ungefähr 70 Millionen Jahren während der Laramischen Gebirgsbildung und bestehen aus ausgedehnten, windanfälligen Hochebenen und schroffen Gipfeln mit teilweise dünnen Felsklippen. Die Felsen aus Granit, Gneis und Glimmerschiefer sind reich an Mineralien wie Chrom und Platin. Im gesamten Gebirgszug kommen Eisen und Magnesium in Biotiten, Amphibolen und Pyroxenen vor. Verbreitet sind auch Quarz und Feldspat. Geologen vermuten, dass die höchsten Gipfel der Beartooth Mountains einmal 6100 m hoch waren, aber in den darauffolgenden zehn bis hundert Millionen Jahren durch Erosion auf durchschnittlich 3700 m abgetragen wurden.
Die Wind River Range befindet sich im südlichen Abschnitt des Nationalforsts und setzt sich primär aus Granitfelsen, Gneis und Glimmerschiefer zusammen. Der Gebirgszug besitzt acht Berge, die höher als 4100 m sind, einschließlich des Gannett Peak, der als höchster Gipfel von Wyoming gilt. Lange Zeit vermutete man den 4.189 m hohen Fremont Peak als höchsten Berg der Rocky Mountains, der vom Oregon Trail aus gesehen eine gewisse Berühmtheit erlangte. Erst Anfang des zwanzigsten Jahrhunderts entdeckte der US-Geologe Thomas Bannon, dass der etwas nordwestlich gelegene Gannett Peak deutlich höher war. Insgesamt reichen mehr als 230 Berge über die 3700-Meter-Marke. Der Gebirgszug ist bei Bergsteigern aus aller Welt auch wegen seiner massiven Felsen und seiner Routenvielfalt bekannt. Der Cirque of the Towers in der Popo Agie Wilderness ist eines der häufiger aufgesuchten Kletter- und Wanderziele, außerdem gibt es schätzungsweise 200 verschiedene Kletterrouten innerhalb der Gipfel rund um den Bergkessel.

### Hydrographie

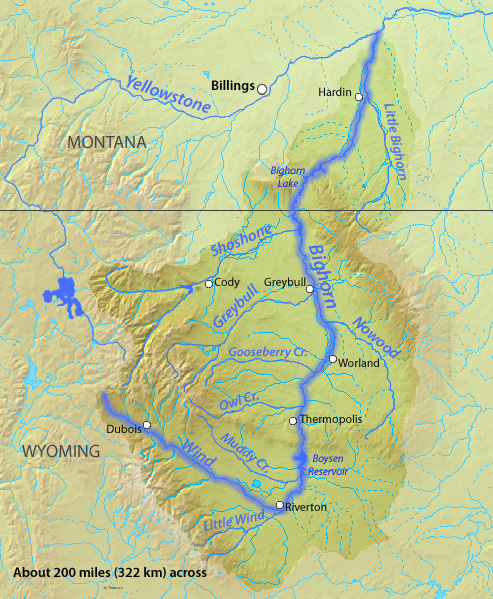
Viele Quellflüsse, die im Nationalforst entspringen, münden in den Bighorn oder Yellowstone River.

Im Nationalforst existieren insgesamt 500 Bergseen und 4.000 km Fließgewässer. Mehr als die Hälfte der Seen befindet sich in der Beartooth-Region. Einige davon wurden von den schmelzenden Gletschern des letzten Eiszeitmaximums zurückgelassen, das als Pinedale-Kaltzeit bekannt ist und vor ungefähr 10.000 Jahren endete. In den Absarokas gibt es nur wenige Seen, jedoch findet man hier die Quellgebiete des Yellowstone oder Bighorn Rivers. Insbesondere die Quellflüsse des Shoshone und Greybull Rivers verlaufen quer durch das östliche Forstgebiet. Das Wasser einiger Bergseen in der Wind River Range speisen hingegen den Wind River, der südöstlich durch Dubois fließt und bei Riverton in den Bighorn River mündet.
Der Clarks Fork Yellowstone River ist auf 35 km Länge innerhalb des Waldes als National Wild and Scenic River gekennzeichnet und besitzt Klippen mit bis zu 610 m Höhe. Da sich der Forst auf den östlichen Hängen der kontinentalen Wasserscheide befindet, fließen die Gewässer in Richtung des atlantischen Beckens.

### Glaziologie
Laut dem U.S. Forest Service besitzt der Shoshone National Forest in den Rocky Mountains die meisten Einzelgletscher unter den Nationalforsten. Der Reiseführer des Forstes listet 16 benannte und 140 unbenannte Gletscher innerhalb des Nationalforstes auf, die sich allesamt in der Wind River Range befinden. 44 dieser Gletscher liegen in der Fitzpatrick Wilderness und verteilen sich dort um die höchsten Berggipfel herum. Der Wasserverband von Wyoming listet hingegen nur 63 Gletscher für die gesamte Wind River Range auf, wobei auch Flächen außerhalb der Forstgrenzen mitgezählt werden.
Berücksichtigt man den Gletscherzuwachs während der Kleinen Eiszeit von 1350 bis 1850, sind die Gletscher seitdem weltweit um die Hälfte zurückgegangen. Ein Großteil des Rückgangs wurde gut durch Fotografien und andere Daten dokumentiert. Seit den 1970ern gibt es zudem eine Zunahme der Schmelzrate, die wahrscheinlich eng mit der globalen Erwärmung zusammenhängt.

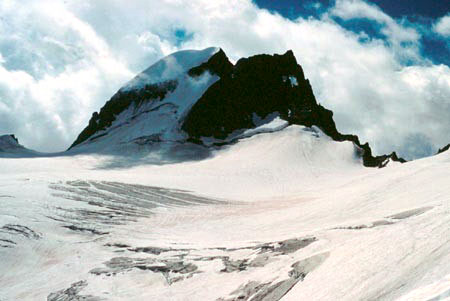
Gannett-Gletscher

Das Verhalten der Gletscher im Shoshone National Forest passt gut in dieses Muster. Nach den ersten fotografischen Aufnahmen in den späten 1890ern schrumpfte das von den Gletschern bedeckte Gebiet im darauffolgenden Jahrhundert merklich. Wissenschaftliche Forschungen zwischen 1950 und 1999 haben gezeigt, dass die Gletscher in dieser Zeit um ein Drittel zurückgegangen sind. Größter einzelner Gletscher in den Rocky Mountains innerhalb der USA ist der Gannett-Gletscher auf dem Nordosthang des Gannett Peak, der Berichten zufolge seit 1920 die Hälfte seines Volumens verloren hat. Von diesem Verlust trat ein Viertel seit 1980 ein. Zu den am häufigsten untersuchten Gletschern in der Wind River Range gehört der Fremont-Gletscher. Wissenschaftler haben Eisbohrkerne aus diesem Gletscher erforscht und in den letzten 500 Jahren Änderungen in der Atmosphäre festgestellt.
Im Vergleich zu den großen Eisdecken Grönlands und der Antarktis sind die kleinen Gletscher im Forst viel schlechter gegen die Schmelzprozesse geschützt. Sobald ein Gletscher anfängt abzuschmelzen, kann er in ein Ungleichgewicht geraten. Unabhängig von seiner Größe schafft er es nicht mehr, eine ausgeglichene Massenbilanz herzustellen, was ohne einen gegenläufigen Klimawechsel zu einem vollständigen Abschmelzen führt. Glaziologen sagen voraus, dass die übrigen Gletscher des Forstes bis 2020 verschwinden werden, falls der aktuelle Trend anhält. Der Rückgang reduziert schon jetzt den Sommerabfluss, der Flüsse und Seen mit zusätzlichem Wasser versorgt, und der für bestimmte Tier- und Pflanzenarten eine überlebenswichtige Kaltwasserquelle darstellt. Das Verschwinden der Gletscher wird auf das Ökosystem des Nationalforstes somit erhebliche längerfristige Auswirkungen haben.

### Klima
Wyoming gilt mit durchschnittlich 25 cm Niederschlag im Jahr als relativ trockener Bundesstaat. Doch liegt der Shoshone National Forest in einer der gebirgigsten Gegenden des Bundesstaates, wo selbst in trockenen Sommermonaten Gletscher und Schneeschmelze die Fließgewässer mit ausreichend Wasser versorgen. Die Durchschnittstemperatur in Tieflagen beträgt 22 °C während des Sommers und −7 °C im Winter. Auf höheren Gipfeln ist es das gesamte Jahr über durchschnittlich −7 °C kalt. Der Großteil des Niederschlags fällt im Winter und Anfang Frühling, während der Sommer durch äußerst windige Nachmittage und Abendgewitter unterbrochen wird. Der Herbst ist für gewöhnlich kühl und trocken. Aufgrund der Höhe und Trockenheit der Atmosphäre kommt es im Jahr durchweg zu starker Strahlungskühlung, bei der Temperaturunterschiede von 28 °C am Tag nicht ungewöhnlich sind. Folglich können die Nächte im Sommer recht kühl und im Winter extrem kalt werden.

## Ökosystem

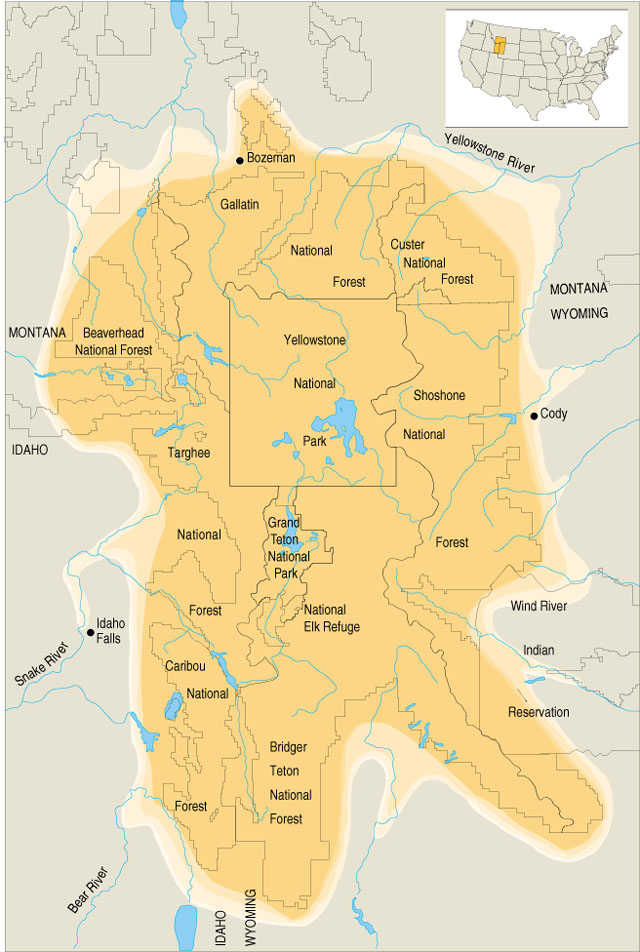
Lage des Shoshone National Forest innerhalb des Größeren Yellowstone-Ökosystems

Der Shoshone National Forest bildet den östlichen Teil des Größeren Yellowstone-Ökosystems, das als letztes großes, beinahe intaktes Ökosystem in der nördlichen gemäßigten Zone der Erde gilt. In dem Ökosystem befinden sich fünf weitere Nationalforste, die sich zusammen mit dem National Elk Refuge rund um den Yellowstone- und Grand-Teton-Nationalpark verteilen. Das Ökosystem gilt vor allem als Rückzugsgebiet für den vom Aussterben bedrohten Grizzly. In den späten 1990ern begann ein erfolgreiches Programm zur Wiedereinführung von Wölfen, das zur Einwanderung des gefährdeten Grauwolfs führte.

### Flora

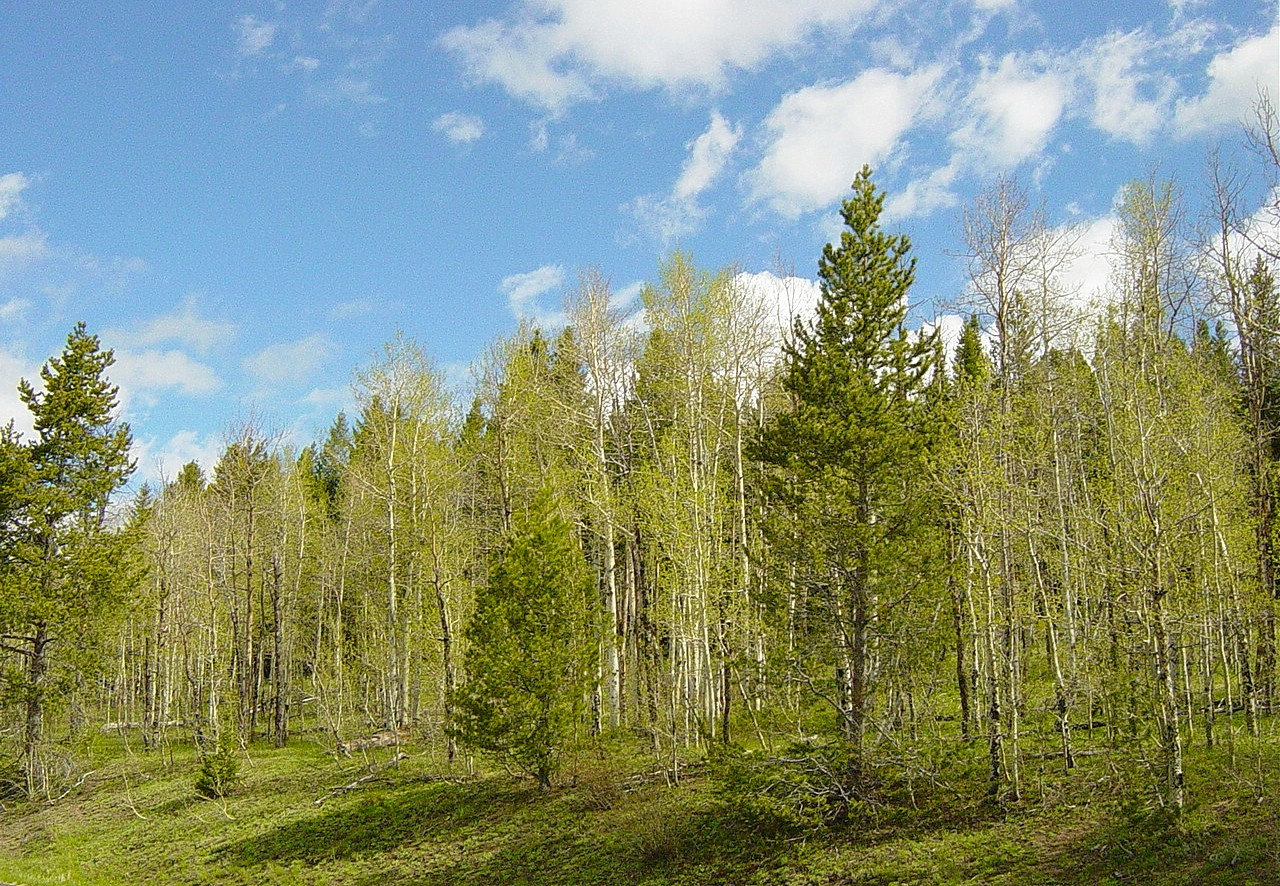
Zitterpappel- und Küsten-Kiefer-Hain im Frühling

Der Nationalforst besitzt rund 1.300 verzeichnete Pflanzenarten. In Tieflage wachsen Wüsten-Beifuß und grasdominierte Vegetationstypen, wohingegen man auf bewaldeten Flächen verschiedene Artenkombinationen vorfindet. Dazu gehören Küsten-Kiefern, die man zusammen mit Rocky-Mountain-Wacholder, Douglasien und Zitterpappeln in Höhen bis zu 2.700 m antrifft. In höheren Lagen sind bis zur Waldgrenze Felsengebirgs-Tannen, Engelmann-Fichten, Weißstämmige Kiefern und Biegsame Kiefern verbreitet. In Tieflage dominieren üblicherweise Auwälder, Balsam-Pappel und Weidenbäume. Zahlreiche Pflanzenarten sind endemisch für die Region. Unter anderem gibt es Felsenblümchen, Blasenschote, Shoshonea und North-Fork-Easter-Daisy, die während des Frühlings und Sommers leuchtend weiße und gelbe Blütenblätter tragen.
Exotische Arten, die versehentlich von Touristen eingeschleppt wurden, findet man für gewöhnlich in der Nähe von Straßen und Campingplätzen. Der United States Forest Service versucht durch Artenkontrolle die Weiterverbreitung nichteinheimischer Pflanzen zu erkennen und einzudämmen. Ein größeres Problem stellt der Bergkiefernkäfer dar, der dafür bekannt ist, dichte Kiefer- und Tannenwälder zu befallen. Bei starkem Befall kann der Käfer riesige Waldflächen zerstören, zur Erhöhung der Waldbrandgefahr und Bodenerosion beitragen. Obwohl Bergkiefernkäferepidemien schon seit Beginn des 20. Jahrhunderts überliefert sind, hat die Häufigkeit und Intensität der Ausbrüche zugenommen. Dabei wird ein Zusammenhang mit der Klimaerwärmung vermutet.

### Fauna
Im Shoshone National Forest sind praktisch noch alle fünfzig bekannten Säugetierarten vorhanden, die bereits vor der Besiedlung durch Weiße existiert haben.

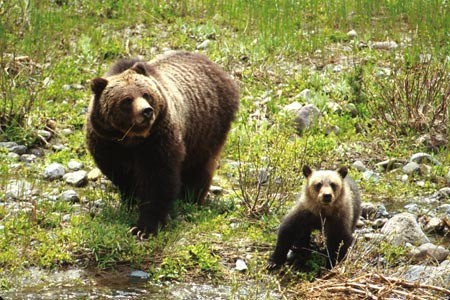
Grizzlybärin und Junges

Zu den einheimischen Bärenarten zählt der Grizzly und der Amerikanische Schwarzbär.
Im Nationalforst und in den umliegenden Naturschutzgebieten gibt es ungefähr 125 Grizzly-Bären. Der Grizzly gilt als gefährdete Art, für den der Forst eines der letzten Rückzugsgebiete ist. Um sogenannte „Problembären“ einzufangen und in abgelegenere Gebiete zurückzuführen, wurden vielerorts Fallen aufgestellt. Die eingefangenen Bären werden betäubt und anhand einer registrierten Ohrmarke gekennzeichnet. Bei wiederholten Angriffen kann ein Bär somit besser identifiziert und im äußersten Fall getötet werden. Die von den Bundesbehörden durchgeführten Maßnahmen zur Rückgewinnung und Erhaltung des Grizzly haben häufig zu Streitigkeiten mit einheimischen Grundbesitzern und umliegenden Gemeinden geführt. Weniger Probleme verursacht der Amerikanische Schwarzbär, der kleiner und weniger angriffslustig ist. Sein Bestand wird im Forst auf 500 Exemplare geschätzt.
Ein auf das Greater Yellowstone Ecosystem übergreifendes Management-Programm versucht sowohl die Sicherheit der Menschen zu erhöhen als auch den Lebensraum der Bären zu schützen.
Die Besucher werden dazu aufgefordert, ihre Lebensmittel in Fahrzeugen oder in dazu vorgesehenen Stahlbehältern aufzubewahren.
In den erschlossenen Gebieten des Forstes gibt es außerdem bärensichere Müllcontainer, an anderen Stellen müssen die Abfälle abseits der Campingplätze gelagert werden.

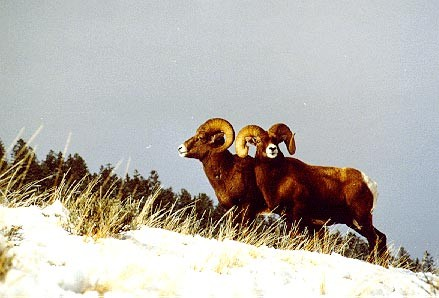
Dickhornschafe

Zu den wichtigsten fleischfressenden Bewohnern des Nationalforstes gehören Puma und Grauwolf. Die genaue Zahl der Pumas, die nachtaktiv und nur selten zu sehen sind, ist unbekannt, jedoch weisen zahlreiche Fährten auf eine weite Verbreitung hin. Der Wolf ist aus dem Yellowstone-Nationalpark eingewandert, kommt aber im Forst nur selten vor. Da es sich um eine bedrohte Tierart handelt, hofft man mit der Zeit auf eine Erhöhung der Wolfsbestände. Weiterhin gibt es Bärenmarder, Kojoten, Rotluchse, Wiesel, Echte Marder und Frettchen. Darüber hinaus kommen im gesamten Nationalforstes Biber, Murmeltiere, Pfeifhasen, Waschbären und Dachse vor.
Zu den typischen einheimischen Pflanzenfressern zählt der Amerikanische Elch, den man in kleinen Herden in Wassernähe antrifft, vor allem in unteren Höhenlagen. Weitere häufig beobachtete Säugetiere sind Wapitis, Maultierhirsche und Gabelböcke, es gibt aber auch kleinere Bison-Bestände. Felsklippen und Berghänge werden von Dickhornschafen und Schneeziegen bewohnt. Während des Winters kann man am Whiskey Mountain wenige Kilometer südlich von Dubois die größte Dickhornschaf-Herde im US-amerikanischen Teil der Rocky Mountains beobachten, auch wenn der Bestand seit den 1990ern aufgrund von Krankheiten und der Jagd durch Kojoten stark abgenommen hat.
Der Nationalforst wird von bis zu 300 verschiedenen Vogelarten bevölkert. In der Nähe von Wasserläufen trifft man auf Weißkopfseeadler und Steinadler. Verbreiteter sind Wanderfalke, Merlin und Uhu. Auf Campingplätzen und an Seen können Schwarzschnabelelster und Kiefernhäher beobachtet werden. Vereinzelt sieht man in See- oder Flussnähe den Trompeterschwan, der allerdings sehr selten ist. Weitere besondere Vogelarten sind Kanadareiher, Nashornpelikan und Kanadagans. In den Beifuß-Ebenen leben Fasan, Beifußhuhn und Truthuhn.

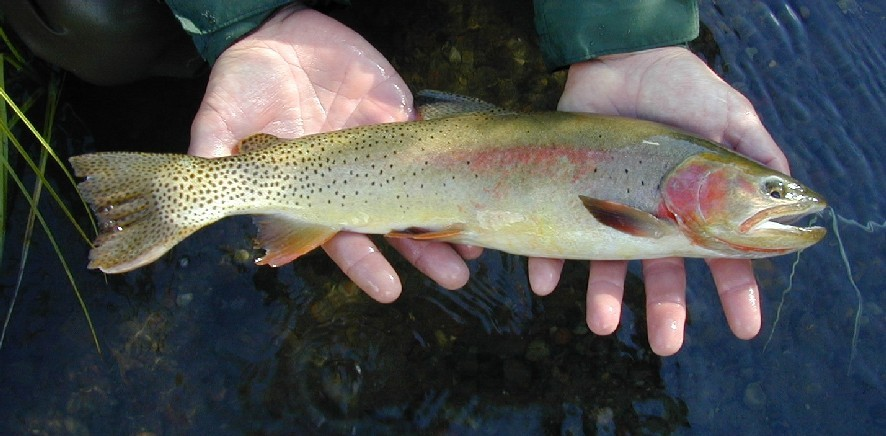
Yellowstone-Cutthroat-Forelle

In den Gewässern des Nationalforstes gibt es insgesamt acht Forellenarten, von denen die Yellowstone-Cutthroat-Forelle als einzige nur in Wyoming heimisch ist. Diese Forelle ist nur im Forst und benachbarten Parks ansässig und gehört dort zu einer von vier Unterarten der Cutthroat-Forelle. Weitere Fangfische sind Arktische Äsche, Gebirgsweißfisch und Schaufelstör.
In Tieflage kommt die giftige Prärie-Klapperschlange vor, aber auch andere Reptilien wie die Westliche Zierschildkröte und die Schmuck-Dosenschildkröte. Relativ verbreitet sind einige Amphibien wie der Gefleckte Columbia-Frosch, der Tigersalamander und die Polarkröte. Im Frühling und Sommer sind für Besucher Moskitos und Kriebelmücken recht plaghaft, die besonders im Hochgebirge äußerst angriffslustig sind.

### Wildnis
Der Forst umfasst vier unberührte Wildnisgebiete, die frei von Bergbau, Abholzung, Straßen- und Gebäudebau sind und als streng geschützte Naturschutzgebiete weder mit motorisierten Fahrzeugen, noch mit Fahrrädern befahren werden dürfen. Die vier Gebiete haben eine Fläche von insgesamt 6000 km² und bestehen aus der North Absaroka, Washakie, Fitzpatrick und Popo Agie Wilderness. Ein kleiner Teil der Absaroka-Beartooth Wilderness reicht in den äußersten Nordwestteil des Nationalforstes entlang der Grenze zu Montana hinein.

## Geschichte

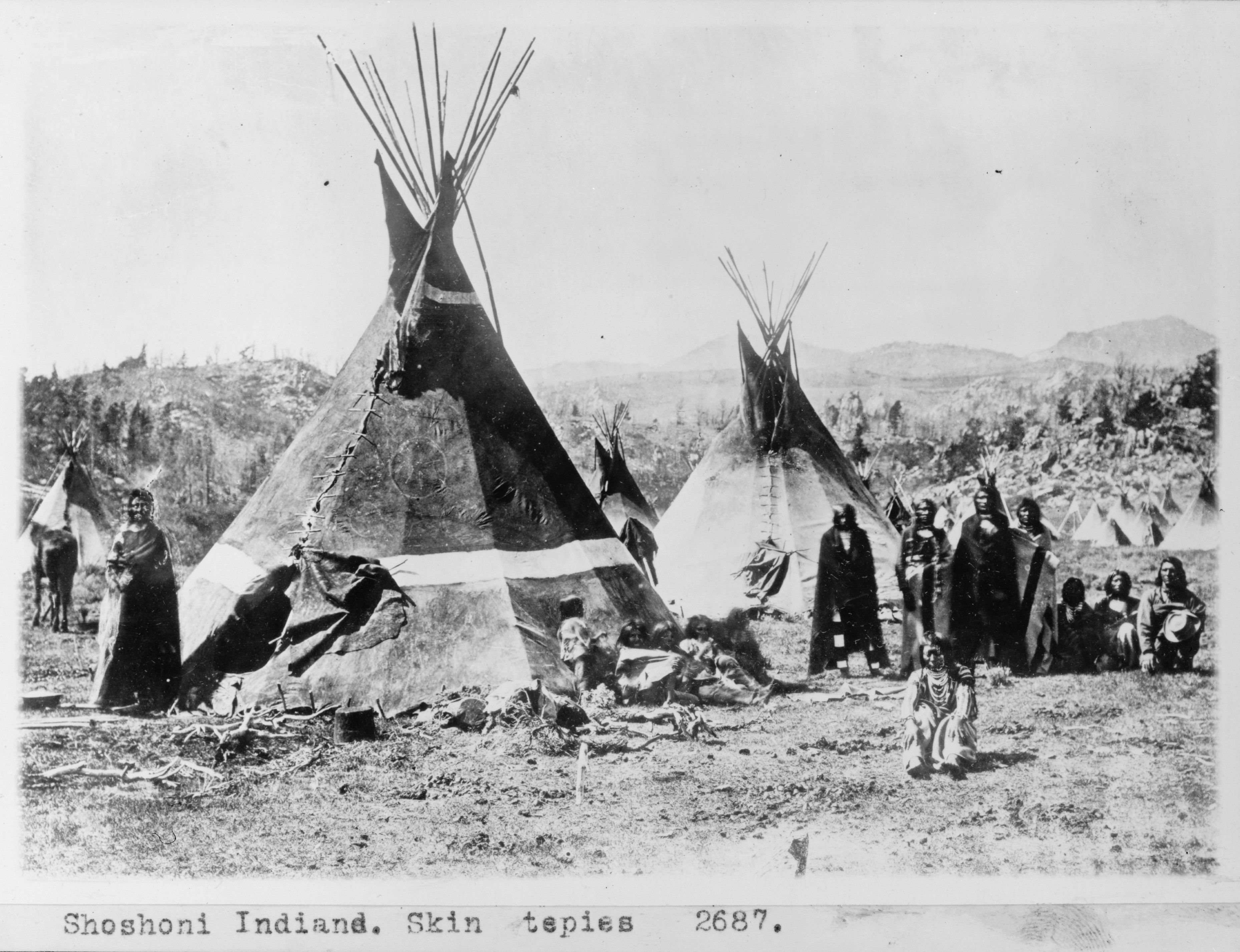
Shoshone-Indianer in Zeltlager, ungefähr 1890

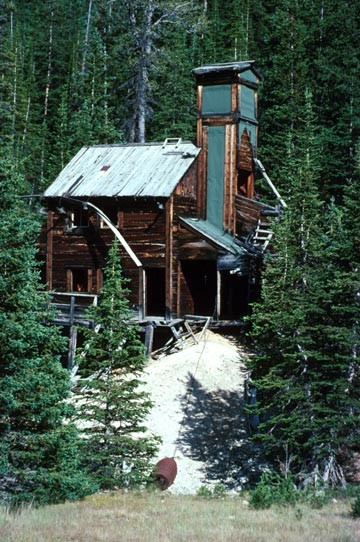
Förderturm einer aufgegebenen Goldmine in Kirwin

Der Shoshone National Forest wurde nach den Shoshone benannt. Sie bewohnten diese Gegend, wie jüngere Forschungen zeigen, schon sehr viel länger als die anderen Indianer, die erst ab dem 18. Jahrhundert hinzukamen, wie die Absarokee (vor 1804) und die Nördlichen Cheyenne (seit den 1830er Jahren). Archäologischen Spuren zufolge siedelten erste Indianer vor mehr als 8.000 Jahren in diesem Gebiet. Sie lebten in kleinen, extrem mobilen Verwandtschaftsgruppen. Eine Gruppe, die Tukudika oder Sheep Eaters, dürfte die älteste fassbare indigene Bevölkerung gewesen sein. Die Tukudika ernährten sich vor allem von den namengebenden Tieren, jagten in Begleitung von großen Hunden mit hoch entwickelten Bögen, und errichteten leicht transportable Verschläge. Der Wald bot, im Gegensatz zu den Great Plains im Osten, ausreichend Holz, Nahrung und Unterschlupf während der Wintermonate. Eine der wichtigsten Quellen für die historische Forschung sind die Steine, die die Wände der Tipis am Boden hielten, und die zurückgelassen wurden, wenn die Bewohner weiterzogen. Von diesen kreisförmigen Überresten sind rund 3000 bekannt, aber nur etwa 35 sind datiert. Die ältesten gehen auf die Zeit um 1600 zurück. Seit 2005 wird, ausgehend vom Bighorn Canyon, an ihrer Erforschung gearbeitet.
Teile der gebirgigeren Regionen wurden von Shoshone und Sioux zur spirituellen Heilung und für Visionsreisen aufgesucht. 1840 wurde Chief Washakie Anführer der östlichen Shoshone und handelte 1868 mit der US-Regierung aus, eine Fläche von 8.900 km² auf dem Gebiet der heutigen Wind River Indian Reservation als Stammesland zu schützen.
Vor Einrichtung des Reservats entstand durch die US-Kavallerie auf dem Reservatsland Fort Brown, das man später in Fort Washakie umbenannte und das sich heute östlich der Waldgrenze befindet. Das Fort wurde Ende des 19. Jahrhunderts durch Buffalo Soldiers geleitet, afroamerikanische Mitglieder der Kavallerie. Chief Washakie wurde im Rahmen einer offiziellen Bestattungszeremonie im Fort beigesetzt. Gerüchten zufolge sollte die Shoshone-Frau Sacajawea, die Meriwether Lewis und William Clark wertvolle Hilfe auf der Lewis-und-Clark-Expedition geleistet hatte, ebenfalls hier bestattet sein. Es hat sich jedoch herausgestellt, dass ihr heutiger Bestattungsort viel weiter östlich liegt.
Im frühen 19. Jahrhundert erforschten Mountain Men wie John Colter und Jim Bridger das Waldgebiet. Colter bereiste zwischen 1806 und 1808 als erster Weißer die Yellowstone-Region wie auch das östlich gelegene Waldgebiet.
Als ursprüngliches Mitglied der Lewis-und-Clark-Expedition bat er Meriwether Lewis um Erlaubnis, die Expedition zu verlassen, nachdem sie die Rocky Mountains auf ihrer Rückreise vom Pazifischen Ozean überquert hatten. Colter wurde von den beiden selbständigen Pelzjägern Joseph Dixon und Forrest Hancock begleitet, auf die die Expedition zuvor gestoßen war, entschloss sich aber danach seine neuen Partner zu verlassen und die Erkundungen weiter südlich alleine fortzusetzen.
Colter reiste zuerst in die nordöstliche Region, wo sich heute der Yellowstone-Nationalpark befindet. Danach erkundete er die Absaroka Mountains, überquerte den Togwotee Pass und betrat das Tal Jackson Hole. Er überlebte den Angriff eines Grizzlybären und wurde von einer Gruppe Blackfoot-Indianer verfolgt, die ihm sein Pferd gestohlen hatten. Colter versorgte seinen Expeditions-Kommandeur William Clark später mit vorher unbekannten Informationen über die von ihm erforschten Regionen, die Clark 1814 veröffentlichte.
Reisen von Pelzhändlern und Abenteurern von 1807 bis 1840 vervollständigten die Erkundung der Region. Mit dem Niedergang des Pelz- und Biberhandels in den späten 1840ern, mitunter weil die Biberbestände mittlerweile erschöpft waren, gab es in den nachfolgenden Jahrzehnten nur wenig weiße Entdeckungsreisende, die in das Waldgebiet eindrangen. Expeditionen unter Leitung von Ferdinand V. Hayden 1871 waren die ersten, die von der Regierung finanziert und unterstützt wurden. Hayden war vorrangig daran interessiert, das Yellowstone-Land westlich des Waldes zu dokumentieren, seine Expedition stellte jedoch fest, dass der Wald eine wichtige Ressource war, die vor Zersiedelung und Umwandlung in Farmland geschützt werden musste. Reisen in das Waldgebiet von General Philip Sheridan wie auch vom späteren US-Präsidenten Theodore Roosevelt in den 1880ern, der ein starker Befürworter für die US-Naturschutzbewegung war, gaben den Anstoß für das nachfolgend eingerichtete Yellowstone Timberland Reservat 1891, das zur Erschaffung des ersten National Forest in den USA führte.

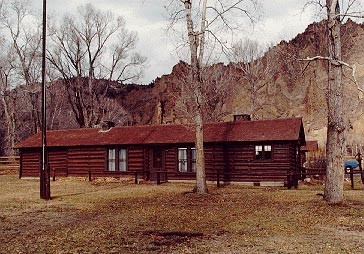
Wapiti Ranger Station

1902 ließ Präsident Roosevelt das Reservat erheblich ausbauen und teilte es in vier getrennte Bereiche, von denen der Shoshone der größte war. Mit Einrichtung des United States Forest Service 1905 wurde das Reservat als National Forest eingestuft, die aktuelle Bezeichnung führte man aber erst vierzig Jahre später im Jahr 1945 ein. Ein Überbleibsel aus den frühen Jahren der Forstverwaltung ist die Wapiti Ranger Station, die 1903 gebaut wurde und sich im Westen von Cody befindet. Sie gilt als die älteste erhaltene Ranger-Station in einem National Forest und wird heute als National Historic Landmark eingestuft.
Im letzten Jahrzehnt des 19. Jahrhunderts baute man Bodenschätze wie Gold ab, jedoch nur mit mäßigem Erfolg. Die letzte Mine wurde 1907 aufgegeben, das Waschen von Gold ist aber heute immer noch in vielen Bereichen des Waldes erlaubt, in den meisten Fällen sogar ohne Genehmigung. Nach dem Ende der Mining-Ära richteten die Civilian Conservation Corps während der Großen Depression in den 1930ern zahlreiche Camps zur Bekämpfung der Arbeitslosigkeit ein. Die Camps dienten zur Unterbringung von arbeitslosen Männern, die von der Bundesregierung bezahlt wurden, Straßen, Wanderwege und Zeltplätze für zukünftige Besucher der Yellowstone-Region zu bauen. Nach Ende des Zweiten Weltkrieges kam es zu einem Anstieg der Besucherzahl, da sich die Infrastruktur und der Zugang zur Region weiterhin verbesserten.

## Nutzung

### Forstverwaltung
Der Shoshone National Forest wird vom Forest Service, einer Behörde innerhalb des Landwirtschaftsministeriums verwaltet. Der Forst ist in fünf Distrikte aufgeteilt und beschäftigte im Jahr 2010 145 Angestellte. Der jährliche Verwaltungshaushalt beträgt rund 15.000.000 Dollar, von denen ein Großteil aus öffentlichen Zuschüssen besteht.
Das Hauptbüro befindet sich zusammen mit einem Besucherzentrum in Cody, ein kleineres Informationszentrum ist in Lander untergebracht. Zusätzlich gibt es lokale Ranger-Büros in Cody, Dubois und Lander.
So wie auch in anderen National Forests der USA unterliegt die Bewirtschaftung des Shoshone National Forest Nachhaltigkeitskriterien, um die Versorgung mit Rohstoffen wie Bauholz oder Holzstoff für die Papierherstellung sicherzustellen. Zusätzlich wird der Abbau von Bodenschätzen sowie die Erkundung und Förderung von Erdöl und Erdgas betrieben, obwohl dies im Shoshone National Forest aufgrund einer Naturschutzvereinbarung weniger üblich geworden ist. Verbreiteter als Holzgewinnung und Bergbau ist die Verpachtung von Weideland zur Rinder- und Schafzucht an Rancher. Der Forst erstellt Richtlinien und Umweltauflagen um sicherzustellen, dass es nicht zur übermäßigen Ausbeutung von Rohstoffen kommt und dass notwendige Verbrauchsgüter auch für zukünftige Generationen zur Verfügung stehen, obwohl einige Naturschutzorganisationen Bedenken gegen das Pachtprogramm geäußert haben. Insbesondere scheint die Überweidung durch Rinder ein größeres Problem darzustellen.

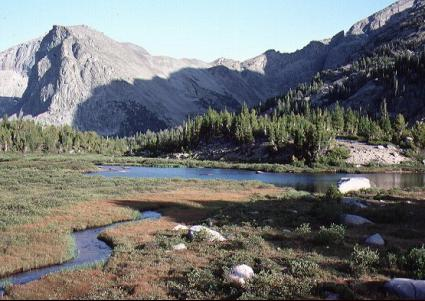
In Wildnisgebieten wie der Popo Agie Wilderness gelten besonders strenge Naturschutzregeln.

Aufgrund des Einsatzes von Umweltschützern und zunehmenden Interesses in der Öffentlichkeit kam es ab 1964 zur Einrichtung von Wildnisgebieten, die unter einem deutlich höheren Schutz stehen und jeglichen Eingriff in die Natur verbieten. Im Shoshone National Forest werden derzeit weniger als zehn Prozent der Gesamtfläche für Landpacht, Holzabbau oder Mineralgewinnung genutzt. Der Rest des Forstes ist entweder als Wildnis ausgewiesen, im Sinne der nachhaltigen Bewirtschaftung vorläufig als geschützter Lebensraum für Pflanzen und Tiere vorbehalten oder dient der Erholung und Freizeitnutzung der Besucher.
In den letzten Jahren hatte die Forstverwaltung mit einer Vielzahl von Problemen zu kämpfen. Ein Streitpunkt ist die Überweidung durch Rinder auf Auenflächen und auf Gebieten, für die es keine Pachtvereinbarung gibt. Lobbyverbände betreiben die Suche nach neuen Erdöl- und Erdgasvorkommen und versuchen damit in Regionen vorzudringen, deren Tier- und Pflanzenwelt damit gefährdet werden könnte. Pläne für den Bau neuer Straßen, um den Transport von Rohholz zu erleichtern, wurden scharf kritisiert und lassen sich nicht mit der aktuellen Gesetzgebung vereinbaren, die solche Konstruktionen verbietet. Ein weiteres Problem bleibt die illegale Fahrt von Geländefahrzeugen und Schneemobilen abseits der Straßen, besonders in Wildnisgebieten. Gelegentlich steht der Schutz von bedrohten und gefährdeten Tierarten wie des Grizzlybären und des Wolfes im Widerspruch zu den Interessen einiger Rancher.

### Feuerökologie
Im Shoshone National Forest gibt es ein laufendes Feuermanagement-Programm, das Waldbrände als natürlichen Teil des Ökosystems versteht. In der Vergangenheit bestanden Maßnahmen zur Waldbrandbekämpfung immer darin, alle Feuer, auch kleinere, so schnell wie möglich zu löschen, was über die Jahre hinweg zu einer Ansammlung von totem Holz und trockenem Laub geführt hat. Nach den verheerenden Bränden in der Yellowstone-Region 1988 untersuchte man die Waldbrandgefährdung einzelner Gebiete näher. Um die Chancen für eine weitere Waldbrandkatastrophe zu minimieren, entwickelte man in Zusammenarbeit mit dem National Interagency Fire Center, einer behördenübergreifenden Einrichtung, und einheimischen Grundbesitzern ein System zur Brandeinschränkung, zum Management von Brennmaterial und einen Plan zur Legung von kontrolliertem Feuer.

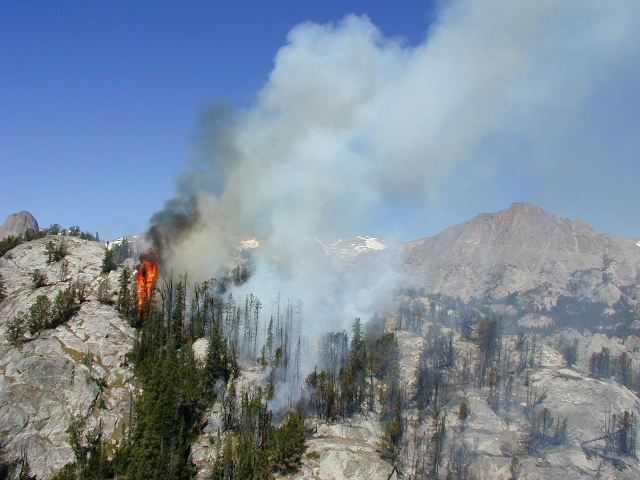
Waldbrand in Dinwoody von 2001

Siebzig Prozent aller Waldbrände, so auch das Blackwater Fire von 1937, bei dem 15 Feuerwehrmänner ums Leben kamen, werden durch Blitzeinschlag verursacht, der von energiegeladenen Gewitterstürmen mit niedrigem Feuchtegehalt hervorgerufen wird, die für gewöhnlich im Hochsommer auftreten. Der restliche Anteil stammt von vernachlässigten Lagerfeuern und anderen menschlichen Unachtsamkeiten. Bei künstlich hervorgerufenen Bränden ist eine sofortige Löschung vorgeschrieben, außer wenn diese vorsätzlich nach dem Feuermanagementplan gelegt wurden. Jedes Jahr gibt es durchschnittlich 25 Feuer, größere Brände mit über 4 km² für gewöhnlich alle drei Jahre. Ein Rekordjahr war 2003 mit fünfzig Feuern, von denen fünf eine Fläche mit über 4 km² bedeckten.
Im Sommer unterhält der Nationalforst ein eigenes Feuerwehrteam. Für den Einsatz stehen fünf Feuerwehrfahrzeuge und ein abrufbereiter Hubschrauber zur Verfügung. Weiterhin hat man Zugriff auf eine regionale Basis, die Feuerspringer und Löschflugzeuge anbietet. Im Falle von größeren Feuern ist es möglich, weitere Unterstützung durch den National Interagency Fire Command anzufordern.

### Freizeit und Erholung

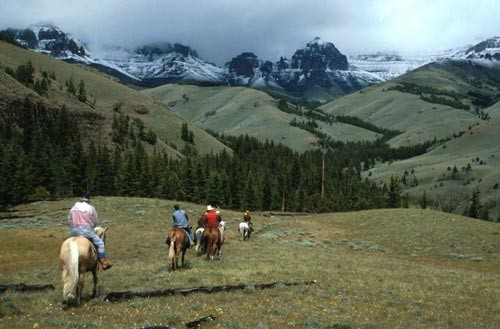
Reiter im Greybull Ranger District

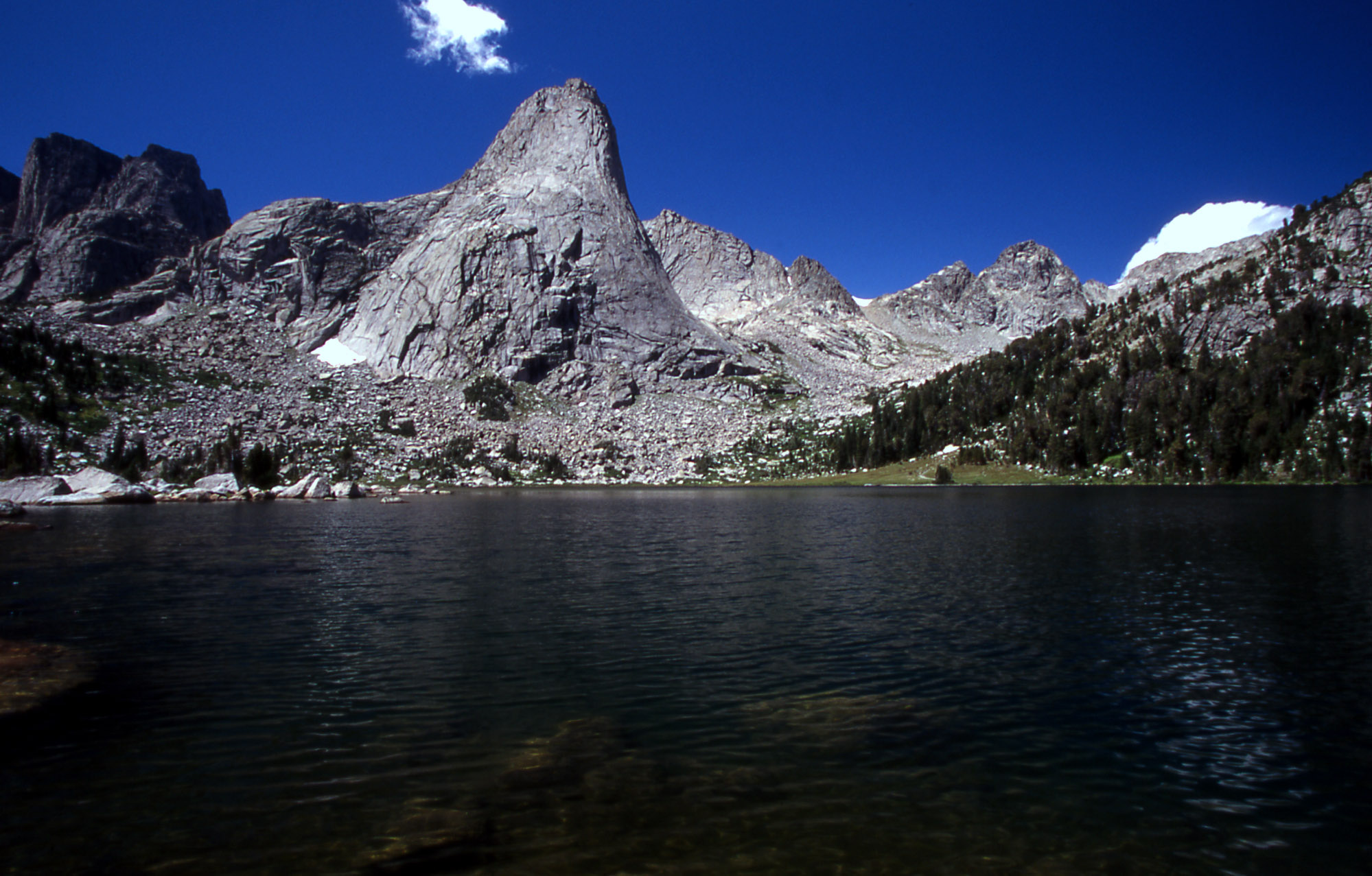
Der Pingora Peak über dem Lonesome Lake in der Popo Agie Wilderness. Pingora ist einer von vielen Kletterfelsen im Cirque of the Towers.

Der Shoshone National Forest hat im Jahr durchschnittlich eine halbe Million Besucher. Zwei Besucherzentren bieten Einweisungen, Bücher, Karten und Schautafeln und sind entweder mit Natur- und Landschaftsführern oder freiwilligen Helfern des Forest Service besetzt. Auf dem Buffalo Bill Cody Scenic Byway westlich von Cody befindet sich die Wapiti Wayside, unweit der historischen Wapiti Ranger Station. Das andere Besucherzentrum liegt im südlichen Lander. Im Forst existieren dreißig für Autos zugängliche Campingplätze mit bis zu 27 Einzelstellplätzen. Ungefähr die Hälfte der Zeltplätze bietet Trinkwasser, Sanitäranlagen und Behindertenzugang. Auf den erschlossenen, sogenannten „Front Country“-Campingplätzen wird überwiegend auch Zugang für Wohnmobile geboten. Die meisten Campingplätze sind, bis auf den Rex Hale Campingplatz, nicht reservierbar. Einige erlauben wegen der Grizzly-Bären nur das „hard-sided“ Camping in geschützten Wohnmobilen.
Abgelegenere Gebiete, die nicht erschlossen sind, können für Besucher nur über Wanderwege zu Fuß oder auf dem Pferd erreicht werden. Die Wanderwege erstrecken sich im Schutzgebiet auf eine Gesamtlänge von mehr als 2.400 km. Als einer der größeren führt der Continental Divide Trail durch das Gebiet, der auf einigen Abschnitten kleineren Wanderwegen folgt. In der nördlichen Region des Nationalforstes verläuft der Nez Perce National Historic Trail und der Beartooth Loop National Recreation Trail. Die meisten Startpunkte bieten genügend Platz für Pferde- und Packtierwanderer. Entlang den Zugangsstraßen des Forstes ist das Befahren mit Quads erlaubt, deren Benutzung in großen Teilen des Forstes allerdings eingeschränkt werden soll.
Zu den Freizeitaktivitäten im Nationalforst gehört das Jagen und Angeln, wofür Genehmigungen erforderlich sind und Sonderregelungen gelten. Um bestimmte Tierarten vor Überjagung zu schützen und die persönliche Sicherheit zu verbessern, werden jedes Jahr neue Jagdregeln erstellt. Viele der Bäche und Flüsse sind als Blue Ribbon Trout Streams gekennzeichnet und bieten damit günstige Bedingungen für Angler. Insgesamt ist das Fischen in 500 Seen und auf 2.700 km der Fließgewässer erlaubt. Jagd- und Angellizenzen werden vom Bundesstaat Wyoming ausgestellt und können in der Fisch- und Wildbehörde beantragt werden.
Der südliche Teil des Waldes in der Wind River Range ist ein häufig aufgesuchtes Ziel für Bergsteiger, da sich dort 29 der dreißig höchsten Gipfel Wyomings befinden. Die Berge bestehen hauptsächlich aus Granitfels mit zahllosen Klippen und blanken Felswänden. Das gilt insbesondere für den Cirque of the Towers, der zahlreiche nebeneinander befindliche Gipfel aufweist.
Im Winter sind Skilanglauf und Schneemobilfahrten verbreitet und bieten zu dieser Zeit auch die einzige motorisierte Fortbewegungsmöglichkeit, da viele Straßen bis weit in den Mai gesperrt sind. Durch das Gebiet führt der Continental Divide Snowmobile Trail, der vom Togwotee Pass zugänglich ist. Mit bis zu zwölf Metern Schnee im Jahr in den höheren Lagen dauert die Schneemobil-Saison normalerweise von Anfang Dezember bis Mitte April. Wichtige Dreh- und Angelpunkte sind Lander (Wyoming), Cody und der Togwotee Pass. Schneemobilgeräte können von Ausrüstern ausgeliehen werden, die auch Begleitfahrten für Anfänger anbieten. Dazu gibt es Motels, die Unterkünfte sowie Verpflegung zur Verfügung stellen. In den letzten Jahren ist die Benutzung von Schneemobilen weiter angestiegen und wurde innerhalb des Yellowstone Nationalparks etwas eingeschränkt.

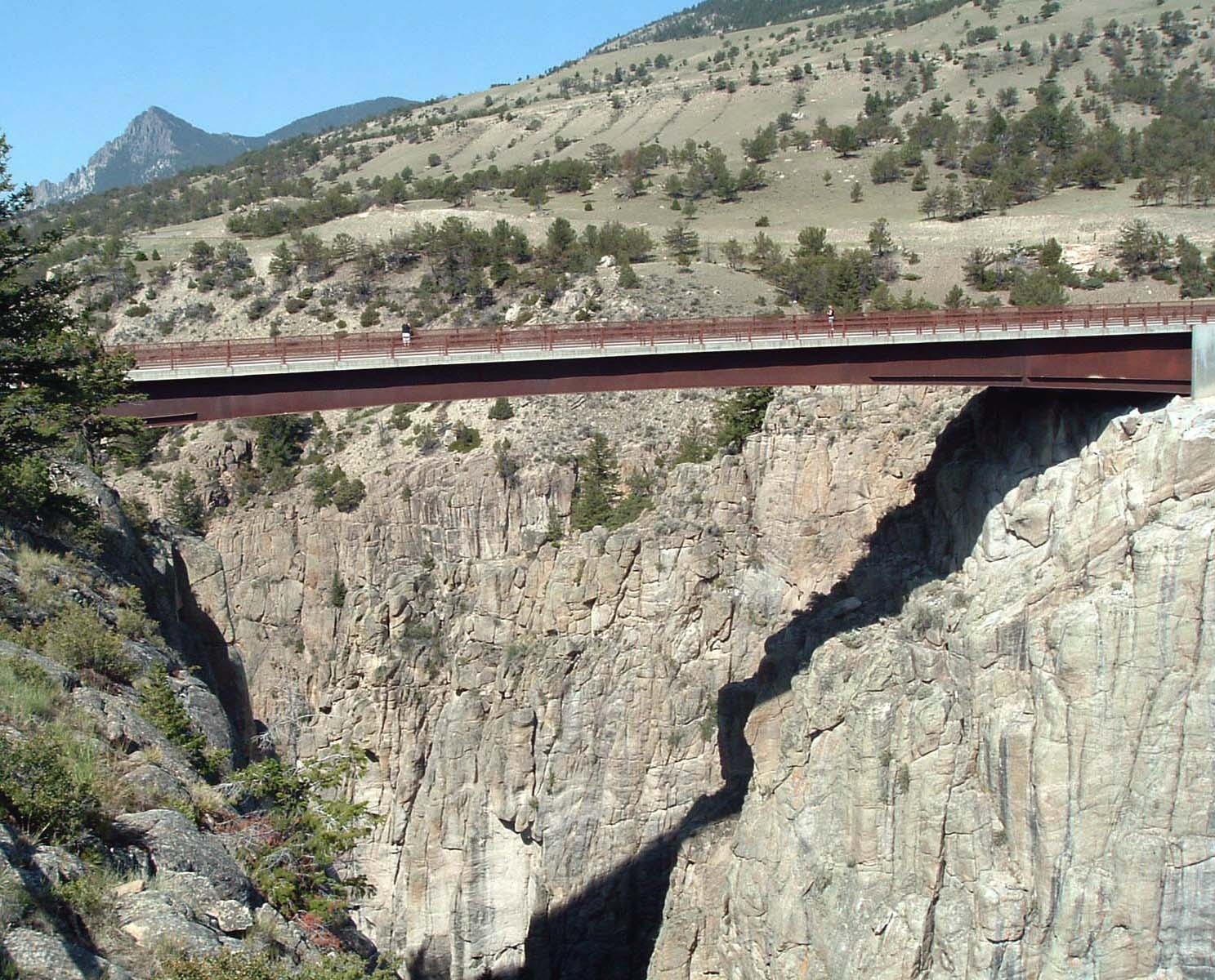
Sunlight Bridge auf dem Chief Joseph Scenic Byway

#### National Scenic Byways
Als östlicher Eingang zum Yellowstone-Nationalpark besitzt der Nationalforst einige National Scenic Byways. Der als All-American Road ausgezeichnete Beartooth Highway (U.S. Route 212) führt durch das Forstgebiet und dient als nordöstlicher Eingang zum Yellowstone. Unmittelbar südlich des Beartooth Highways folgt der Chief Joseph Scenic Byway (Wyoming Highway 296) dem Trail, auf dem Chief Joseph und der Stamm der Nez Percé 1877 versuchten, vor der US-Kavallerie zu fliehen. Südlich davon verläuft der Buffalo Bill Cody Scenic Byway (US 14/16/20) von Cody in westliche Richtung zum Sylvan Pass und führt dort in den Yellowstone-Park hinein. Der Wyoming Centennial Scenic Byway (US 26/287) führt dagegen von Dubois über den Togwotee Pass nach Jackson Hole und zum Grand-Teton-Nationalpark.